# Cariñito
"Cariñito" é uma canção de cúmbia peruana escrita por Ángel Aníbal Rosado em 1979 e interpretada pela primeira vez pelo grupo peruano Los Hijos del Sol. Readaptada por numerosos grupos internacionais e em diferentes estilos musicais, a canção é uma das canções mais conhecidas no reino da cúmbia peruana e da cúmbia em geral.

## História
Em 1976, Ángel Aníbal Rosado fundou Los Hijos del Sol. Em 1979, compôs Cariñito para ser adaptado pelo grupo liderado pelo vocalista Edson Bordaes e acompanhado pelo violonista José Luis Carvallo. A música se tornou um sucesso imediato e várias versões e adaptações começaram a surgir internacionalmente.
Em 2007, Oliver Conan e Barbes Records, uma companhia musical americana, apresentou The Roots of Chicha, uma compilação de peças musicais exclusivas derivadas das origens da música tropical peruana, três das quais eram de Los Hijos de Sol, uma delas Cariñito. A compilação recebeu grande popularidade, levando a um amplo reconhecimento da canção, bem como da cúmbia peruana.
Nos Jogos Pan-Americanos em Lima em 2019, a música foi tocada no desfile inaugural dos países durante a entrada da delegação peruana, tocado para simbolizar o progresso no Peru e sua identidade cultural diversificada. A canção teve uma recepção positiva dos peruanos, tanto que o Presidente do Peru foi visto cantando e dançando no Púlpito Presidencial do Estádio Nacional de Lima.

## Outras versões
- Na Colômbia, Rodolfo Aicardi de Los Hispanos gravou outra versão de Cariñito em 1979. Aicardi incluiu violões e saxofones para acompanhar a música.

Uma noite de 1979 Rodolfo Aicardi chegou feliz aos estúdios das Discos Fuentes e disse a Pedro Muriel: “Este ano estou com muito sucesso. Ouvi no Equador e vamos gravar ”. Em um caso, houve uma apresentação de uma orquestra peruana, "Los Niños del Sol".
Eles ouviram os dois versos que a música contém: “Choro por te querer / Por te amar, por te desejar / Choro por te querer / Por te amar, por te desejar /Ai querida, ai minha vida / Nunca, mas nunca / Me abandone querida." Isso foi tudo. Nada mais dizia a letra, mas tinha sentimento.
Imediatamente Pedro Muriel - o gravador de mais de 300 grandes sucessos das Discos Fuentes - ligou para o time Los Hispanos. O professor Luis Carlos Montoya, experiente arranjador de canções tropicais, cuidou dos arranjos. Já havia trabalhado com "Boquita de Caramelo" que servira de ressurgimento para Rodolfo e agora teriam mais um grande sucesso. Eles prenunciaram isso.
Luis Carlos Montoya é um músico habilidoso. Ele toca violino, violão, acordeão, baixo e as notas musicais rolam em sua mente com agilidade. Lucho Cruz "Condorito", Jaime Uribe, o macaco Ospina, Jairo e Guillermo Jiménez formaram a folha de pagamento que "Cariñito" registrou. “Rodolfo não poderia gravar se Jairo não tocasse o baixo”, diz agora Pedro Muriel.
O que eles sentiram se tornou realidade. Naquele dezembro o sucesso nacional foi "Cariñito" e o mais sensacional, no ano seguinte ele repetiu o triunfo e não acreditar, em 1981, foi também. Em tabernas, bares, discotecas, autocarros, táxis, cantava-se "Eu choro por te amar, por te amar e por te querer". A década de oitenta deu ao tema a ser editado em dezenas de compilações das Discos Fuentes. Nos famosos 14 tiros de canhão apareceram em várias edições e foi matéria obrigatória nos concertos de Rodolfo Aicardi. “Tive que cantar até 3 vezes”, diz agora Pedro Muriel.
- Em meados da década de 1980, no Chile, o grupo Pachuco y la Cubanacan incluiu sua própria versão do Cariñito.

- No início de 2000, a banda chilena Chico Trujillo tocou sua versão de Cariñito, en Berlín y en Chile . Esta versão consolidou sua popularidade entre a população jovem do Chile.
- Em 2007, o grupo equatoriano Kien Mató a Rosero adaptou a versão usando guitarras elétricas em seus shows e em 2009 gravou sua readaptação para o álbum "A lo Rosero".

- O grupo musical peruano Bareto utilizou a guitarra elétrica para readaptar a versão original do Rosado e gravou sua versão em seu álbum Sodoma y Gamarra (2009).

- A banda de Los Angeles La Chamba trabalhou com o guitarrista original na faixa de 1979, José Luis Carballo, para gravar seu cover de “Cariñito”.[4]